# Soninke
La llengua soninké és una llengua mandé parlada pel poble dels soninkés de l'Àfrica occidental. També anomenada serahulle o sarakhollé pels seus veïns mandingues, són un grup ètnic que viu en grups dispersos entre el Senegal, Mauritània i Mali, així com a l'est de Gàmbia i l'Alta Casamance, al Senegal. Segons Ethnologue era parlada per 2.114.000 persones en 2009.

## Localització
- A Burkina Fasso: Viuen principalment en el sud-oest del país al llarg de les fronteres de Mali i Costa d'Ivori, als voltants de Nouna i Dédougou, províncies de Kossi i Mouhoun.
- A Costa d'Ivori. Viuen principalment al llarg de la frontera amb Mali i Burkina Fasso.
- A Mali: Viuen principalment al llarg del riu de Senegal, a la zona fronterera amb Senegal, sent les poblacions amb més soninké les de Kayes, Yelimane, Nioro, Nara, Banamba i Yélémané.
- A Mauritània: Viuen al llarg de la frontera del sud-oest, a la regió de Chamama
- A Senegal: Principalment en el nord i sud de Bakel, al llarg del riu Senegal, sent les poblacions amb més soninkés les de Bakel, Ouaoundé, Moudéri, Yaféra, Jara i Gajaga.

## Gramàtica
El soninké exhibeix els característiques típiques de les llengües mande, escassa morfologia verbal, morfologia nominal reduïda, caràcter altament aïllant. El nom no distingeix gènere, a diferència de la major part de llengües nigerocongoleses.
La conjugació verbal es fa principalment per mitjà de auxiliars tenint l'arrel dues formes bàsiques, una associada al aspecte perfectiu i una altra a l'imperfectiu. El temps (passat, present, futur), la polaritat i de vegades també l'aspecte, es realitza mitjançant auxiliars:
|          | Afirmativa                                        | Negativa                                              |
| -------- | ------------------------------------------------- | ----------------------------------------------------- |
| Imperfet | (1a) A wa riini 3aPER AUX venir 'ell vé'          | (1b) A nta riini 3aPER AUX venir 'ell no ve'          |
| Perfet   | (2a) A Ø ri 3aPER AUX venir.PERF. 'ell ha vingut' | (2b) A ma ri 3aPER AUX venir.PERF. 'ell no ha vingut' |